# Farofa
La farofa es un acompañamiento tradicional y típico de la cocina brasileña cuyo ingrediente principal es la mandioca rallada; de la cual se extrae el almidón; no es harina de mandioca; es la mandioca rallada muy fino para extracción del almidón. Se lo conoce o recibe el nombre de "fariña de mandioca " ("fariña" - farinha- significa "harina" en portugués), es la mandioca propiamente dicha; rallada finamente y tostada.
Se puede condimentar generalmente con algún alimento graso y otros ingredientes, tales como: judías carillas, mijo, tocino torrado, chorizo frito, huevos, salsas, cebollas, bananas, col entre otros.

## Características
Es un plato bastante popular en Brasil, teniendo su origen registrado en el período colonial, en varias cocinas regionales brasileñas es servido de acompañamiento a asados de carne, ave o pescados. Por ser un alimento de bajo coste y fácil de preparar, se encuentra fácilmente en los platos de las clases de bajos ingresos brasileñas.
En la Región Nordeste de Brasil (Região Nordeste do Brasil) es muy consumida la farofa tradicional, pero específicamente en Bahía se emplea como grasa el aceite de palma (azeite-de-dendê), que proporciona una coloración y sabor característicos a la farofa. Es muy frecuente que en los asados de aves, se haga con los trocitos del ave asada.
En regiones fronterizas del Noreste de Argentina con Brasil se conoce y consume este producto, en Paraguay es conocida como fariña y se consume como acompañante de sopas de puchero y es muy popular su consumo en el rancho de los trabajadores del campo.

## Platos
Con la farofa de maíz se ha convertido en un plato muy popular la galinha com farofa (gallina con farofa). Consiste en cocinar en una sartén una gallina, bien sazonada y cortada en pedazos, hasta que se combine con la farofa, el plato se prepara hasta que esté bien torrado y mezclado. Este plato no necesita de refrigeración para su conservación y lo convierte en ideal para pícnic o como comida para llevar al trabajo (farnel) o de viaje.

## Música
El músico, cantante y escritor brasileño Chico Buarque
menciona la Farofa en su canción Feijoada Completa.
Y también el músico brasileño Seu Jorge, editó una canción en 1997 llamado "Farofa Carioca", e incluso hay un artista del mismo nombre.

## Literatura
- AGUIAR, Pinto de - Mandioca - Pão do Brasil - Río de Janeiro : Civilização Brasileira. (Coleção Retratos Brasileiros; v. 166). 1982.

- Datos: Q1397036
- Multimedia: Farofa / Q1397036